# Guillaume Driessens
Guillaume Driessens (Vilvoorde, 1912 - ibíd, 2006) fue un ciclista y director técnico neerlandés. Fue director deportivo de Eddy Merckx en su época gloriosa, y fue considerado un consumado especialista en sacar el máximo rendimiento a los corredores.

## Biografía
Driessens se convirtió en ciclista profesional en 1932, después de algunos éxitos en categorías juveniles. En su año de debut consiguió un 3.º puesto en el Gran Premio de Vilvoorde. En 1933, sin embargo, fue llamado a hacer el servicio militar. Regresó enfermo y desmejorado, por lo que comenzó su carrera como director técnico. En este cargo se convirtió en uno de los directores de equipo más exitosos en la historia del ciclismo, al ganar alguno de sus pupilos hasta siete veces el Tour de Francia, y otras siete el Campeonato Mundial de Ciclismo en Ruta. Bajo su dirección tuvo a corredores como Eddy Merckx, Rik Van Steenbergen, Rik Van Looy, Freddy Maertens, Michel Pollentier y Willy Planckaert.
Driessens fue director deportivo desde 1947 hasta 1984. Luego trabajó como consultor durante algunos años. Resultó gravemente herido en 2000 en un accidente de tráfico que le dejó secuelas. Años después padeció una neumonía, y falleció con 94 años en el hospital de su ciudad natal, Vilvoorde.
En la plaza frente al pabellón deportivo municipal de Boortmeerbeek, hay un busto en su memoria.